# Yannis Tafer
Yannis Tafer (ur. 11 lutego 1991 w Grenoble) – francuski piłkarz pochodzenia algiersko-greckiego grający na pozycji napastnika. Od 2014 występuje w drużynie FC Sankt Gallen.

## Kariera klubowa
Tafer zaczynał karierę w FC Échirolles. W tym klubie spędził siedem lat jako junior.
W 2004 roku trafił do juniorów Olympique Lyon.
W sezonie 2007-2008 Tafer podpisał profesjonalny kontrakt z francuskim klubem, który obowiązuje przez trzy lata. Na początku grał z numerem 34 na koszulce, jednak później zmienił go na 29.
24 stycznia zadebiutował w barwach Lyonu w Pucharu Francji przeciwko US Concarneau wchodząc na ostatnie 15 minut meczu. Zaliczył asystę przy golu na 5-0 podając do Kadera Keity. Olympique Lyon wygrał ten mecz 6-0.
W 2010 roku Tafer został wypożyczony do Toulouse FC. W latach 2012–2014 grał w Lausanne Sports, a latem 2014 przeszedł do FC Sankt Gallen.
| Sezon   | Klub               | Kraj       | Rozgrywki   | Mecze | Bramki | Rozgrywki Europy   | Mecze | Bramki |
| ------- | ------------------ | ---------- | ----------- | ----- | ------ | ------------------ | ----- | ------ |
| 2007/08 | Olympique Lyon     | Francja    | Ligue 1     | 0     | 0      | Liga Mistrzów UEFA | 0     | 0      |
| 2008/09 | Olympique Lyon     | Francja    | Ligue 1     | 3     | 0      | Liga Mistrzów UEFA | 0     | 0      |
| 2009/10 | Olympique Lyon     | Francja    | Ligue 2     | 7     | 1      | Liga Mistrzów UEFA | 0     | 0      |
| 2010/11 | Toulouse FC (wyp.) | Francja    | Ligue 1     | 16    | 0      | –                  | –     | –      |
| 2011/12 | Olympique Lyon     | Francja    | Ligue 1     | 0     | 0      | Liga Mistrzów UEFA | 0     | 0      |
| 2012/13 | Lausanne Sports    | Szwajcaria | Axpo League | 23    | 1      | –                  | –     | –      |
| 2013/14 | Lausanne Sports    | Szwajcaria | Axpo League | 33    | 8      | –                  | –     | –      |
| 2014/15 | FC Sankt Gallen    | Szwajcaria | Axpo League | 29    | 8      | –                  | –     | –      |

Stan na: koniec sezonu 2014/2015

## Kariera międzynarodowa
Tafer zadebiutował w kadrze Francji U-17 w 2007 roku. Wystąpił na Mistrzostwach Europy do lat 17, na których jego reprezentacja zajęła drugie miejsce.

## Życie prywatne
Yannis Tafer jest kuzynem Aziza Tafera, który gra w rumuńskim zespole FC Gloria Buzău.